# ヨハン・クリストフ・フォン・バルテンシュタイン

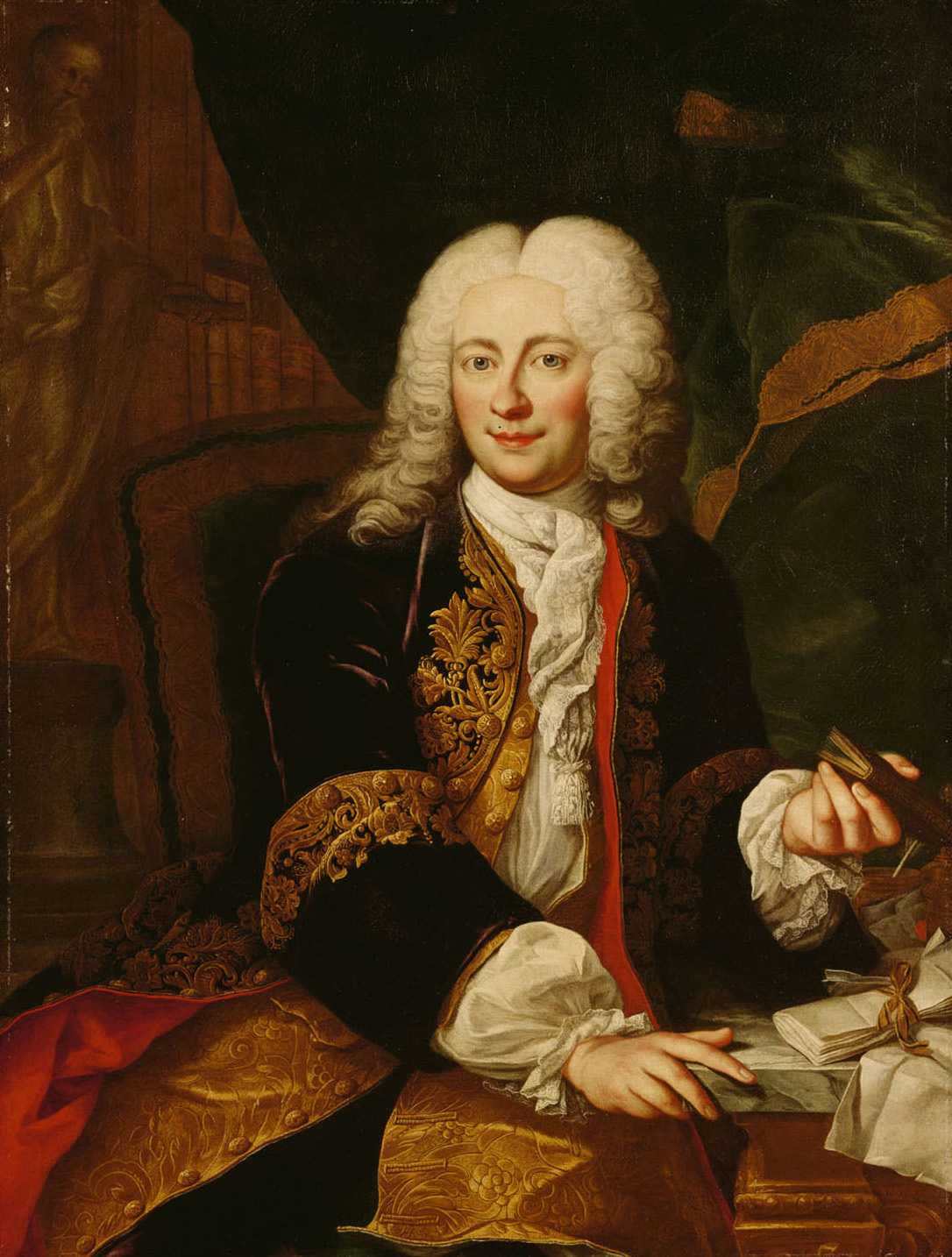
ヨハン・クリストフ・フォン・バルテンシュタイン

ヨハン・クリストフ・フォン・バルテンシュタイン（Johann Christof Freiherr von Bartenstein、1689年10月23日 - 1767年8月6日）は、オーストリアの政治家。神聖ローマ皇帝カール6世の信任を得て活躍した。
シュトラスブルクの大学教授の息子で、オーストリア宮廷では極めて珍しい平民の出身であった。後に男爵に叙された。カール6世の侍従長、宮廷顧問官、官房長として、あまり政務に熱心でなかった皇帝に代わり実質閣議を取り仕切った。マリア・テレジア時代も引き続き重臣の一人として活動するが、女帝がカウニッツを重用するようになると彼と対立し、女帝にも見切りをつけられて、名誉職として国家文書館長の地位を得て政界から身を引いた。